# Baptria kauckii
Baptria kauckii är en fjärilsart som beskrevs av Schille 1924. Baptria kauckii ingår i släktet Baptria och familjen mätare. Inga underarter finns listade i Catalogue of Life.